# Alquézar
Alquézar (aragónul Alquezra) település Spanyolországban, Huesca tartományban. Alquézar Abiego, Adahuesca, Colungo és Santa María de Dulcis községekkel határos. Lakosainak száma 338 fő (2024).

## Népesség
A település lakosságának változását az alábbi diagram mutatja:
| Lakosok száma | 310  | 309  | 313  | 321  | 302  | 297  | 299  | 303  | 338  | 338  |
|               | 2001 | 2004 | 2006 | 2009 | 2011 | 2014 | 2016 | 2019 | 2021 | 2024 |